# Paspalum umbrosum
Paspalum umbrosum är en gräsart som beskrevs av Carl Bernhard von Trinius. Paspalum umbrosum ingår i släktet tvillinghirser, och familjen gräs. Inga underarter finns listade i Catalogue of Life.